# Pulvinaria shinjii
Pulvinaria shinjii är en insektsart som beskrevs av Ben-dov 1993. Pulvinaria shinjii ingår i släktet Pulvinaria och familjen skålsköldlöss. Inga underarter finns listade i Catalogue of Life.